# Kirsten Cohen
Kirsten "Kiki" Cohen (geboortenaam Nichol), gespeeld door actrice Kelly Rowan, is een personage uit de televisieserie The O.C..
Kirsten is de oudste dochter van Caleb Nichol en de oudere zus van Hailey Nichol. Toen ze ergens in de 20 jaar oud was, trouwde ze in een rebelse periode met Sandy Cohen. Kirsten is overigens de moeder van Seth en werkt met haar vader in de Newport Group. Als tiener had Kirsten een relatie met Jimmy Cooper en vertelde een abortus te zijn ondergaan toen ze met hem omging.
Kirsten had er in het eerste seizoen problemen mee dat haar man probleemtiener Ryan Atwood adopteerde. Toen ze zag hoe zijn leven eraan toe ging, kwam ze ook tot de conclusie dat hij een beter leven verdiende.
Kirsten kreeg eigenlijk pas echte problemen in het tweede seizoen, toen Sandy een affaire leek te hebben met Rebecca Bloom. Het huwelijk tussen Sandy en Kirsten verslechterde en Kirsten vluchtte naar de alcohol.
Toen ze zelf bijna een affaire kreeg met Carter Buckley en haar vader na een ruzie tussen de twee stierf, kreeg ze een serieuze alcoholverslaving. Kirsten ging aan het einde van het tweede seizoen de verslavingszorg in.
Hier ontmoette Kirsten Charlotte Morgan. Charlotte vertelde aan haar dat ze vrienden wilde worden, maar werkelijk was ze achter haar geld aan. Ondertussen was ze terug in Newport en begon een dating service met vriendin Julie Cooper. Julie kwam achter Charlotte's geniepige acties en wist van Charlotte af te komen zonder dat Kirsten ooit gekwetst zou raken.
In het vierde seizoen krijgt Kirsten problemen als er illegale acties ondernomen blijken te worden onder hun bedrijf NewMatch. In de twaalfde aflevering van het vierde seizoen (The Groundhog Day) vertelt Kirsten aan Sandy dat ze zwanger is.
In de laatste aflevering bevalt Kirsten van haar dochter Sophie.